# 立教大学大学院理学研究科・理学部

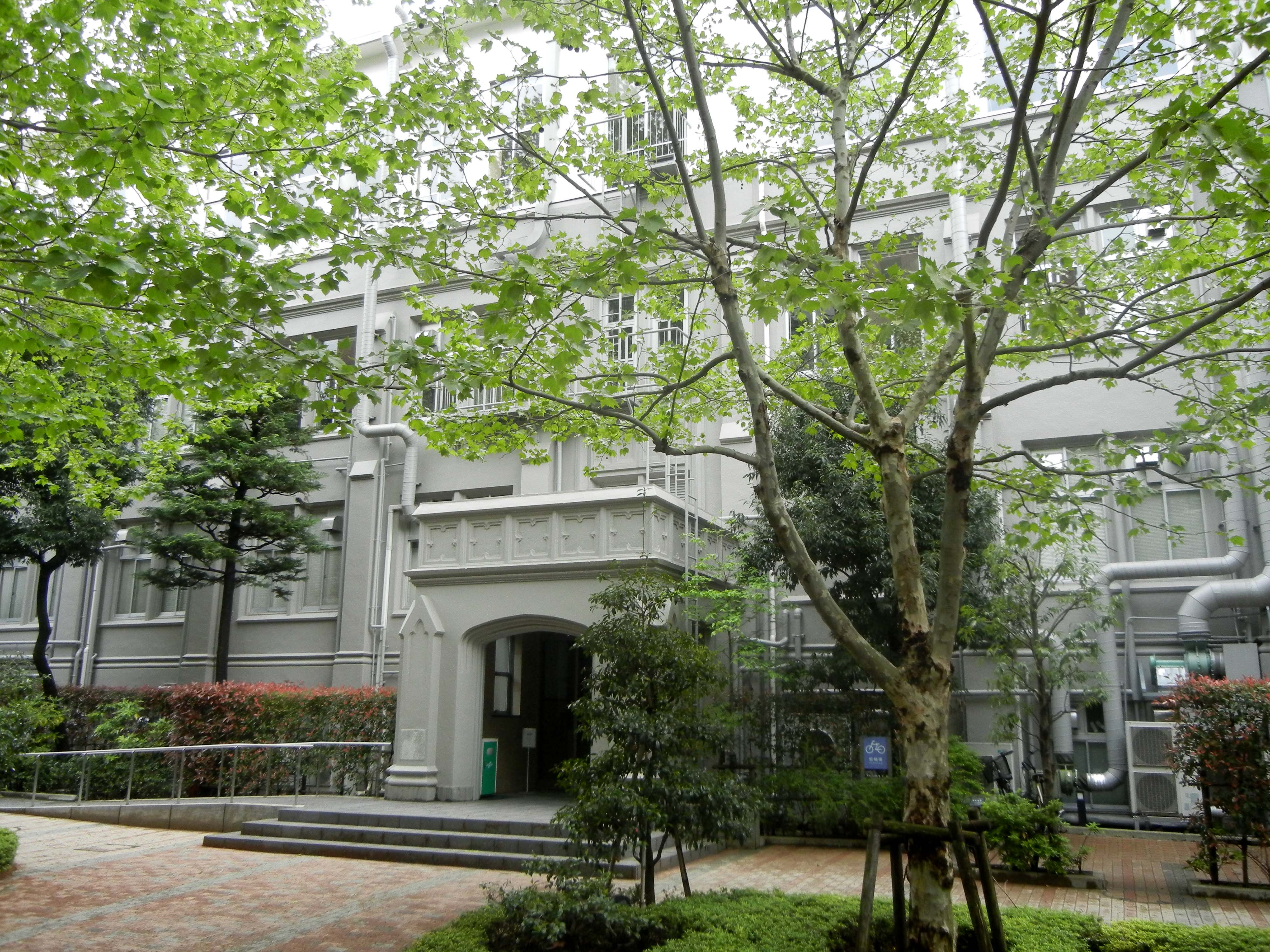
理学部の研究室が集まる立教大学池袋キャンパス4号館（旧予科校舎）

立教大学理学部（りっきょうだいがくりがくぶ）は、立教大学が設置する理学部。立教大学大学院理学研究科（りっきょうだいがくだいがくいんりがくけんきゅうか）は、立教大学が設置する大学院理学研究科。

## 概要

### 創成期
立教大学理学部は、数学科、物理学科、化学科、生命理学科の4学科から構成される。理系教育の淵源は1859年（安政6年）に幕末の長崎で初代米国総領事タウンゼント・ハリスの支援のもと長崎奉行・岡部駿河守長常の要請から、米国聖公会のアメリカ人宣教師であるジョン・リギンズとチャニング・ウィリアムズが創設した日本の嚆矢となる英学私塾にあり、英学教科の中で数学も講じられ、大隈重信、前島密らが学んだ。リギンズは英学教育を行いながら、ベンジャミン・ホブソンの『物理学』や『医学』、アレキサンダー・ウィリアムソンの『植物学』、ウィリアム・ミュアヘッドの『地文学』などを始めとする科学書を、歴史書や地理書とともに多数流通させ、ウィリアムズもこれらを日本人に頒布した形跡が認められている。同僚である宣教医のハインリッヒ・シュミットも診療所と私塾を開設し、医学と英語を教えた。

### 大阪、東京での教育
その後、拠点を大阪に移したウィリアムズは1869年（明治2年）に、川口の与力町の自宅に小礼拝堂を設け、英語教授を始め、翌1870年（明治3年）に同じく与力町に英学講義所（後の大阪・英和学舎、立教大学の前身の一つ）を開設する。1872年（明治5年）2月21日には古川町にて男子校として改組し開校し、ウィリアムズは数学、理化学も教えた。ウィリアムズは東京に移ると、1874年（明治7年）に立教学校（第一次）を開設するが、「日本獣医学の祖」である時重初熊（駒場農学校〈現・東京大学農学部〉教授）が学んだ。
1879年（明治12年）10月には、大阪でテオドシウス・ティングが英和学舎として開校し、文系科目に加え、天文学、生理学、本草学（医薬に関する学問）など高度な理系教育が講じられた。大阪・英和学舎では、日本の近代昆虫学の基礎を築いた先覚者で「日本昆虫学の祖」と称される松村松年（北海道帝国大学名誉教授）が学んだ。

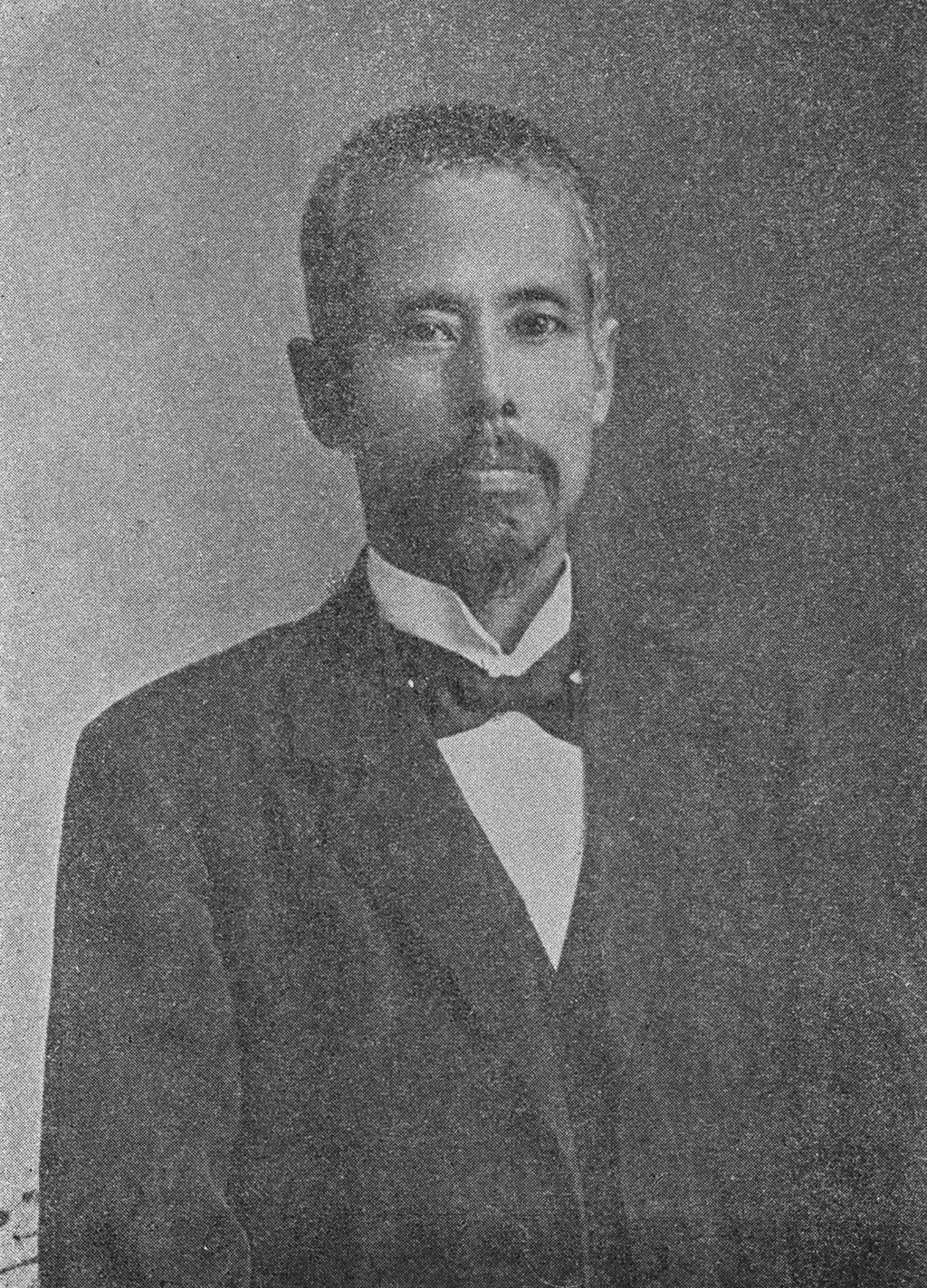
時重初熊（日本獣医学の祖、立教学校出身）
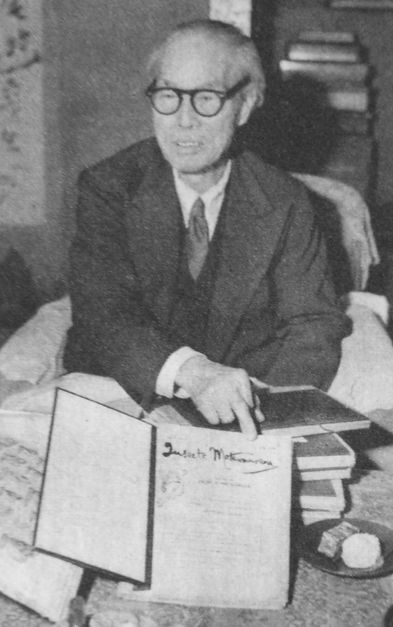
松村松年（日本昆虫学の祖、大阪・英和学舎出身）

### 立教大学校の開設から第2次立教学校

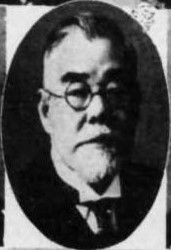
木村駿吉（立教学校教頭、三六式無線機の開発者）

1883年（明治16年）に日本の大学の先駆けとして東京・築地に教育令によってアメリカ合衆国式のカレッジである立教大学校が設立され、中世ヨーロッパ以来のリベラル・アーツの伝統を色濃く引き継ぐ教育が施される。人文・社会科学とともに、自然科学としてウエントウォースの代数・幾何・三角、スチールの生理学、動物学、グレーの植物学、エヴエレットの理科、エリオット及びストラー共著の化学、ニューコム及びホルデン共著の天文学、ギキイの地理、ダナの地質学などが教科書としてほぼ原書（英書）講じられ、特に自然科学系の科目が多く教授された。教員としては、創立から聖公会と関わりが深い札幌農学校（現・北海道大学）で教授を務め、演武場（現・札幌市時計台）の時計運用を開始した工藤精一とともに、阪本安則が数学を教え、ウードマンが地理を、ヴィクター・ローが理化学を教えた。
1890年（明治23年）10月以降の立教学校（第2次）では、日露戦争でバルチック艦隊の発見を通報し勝利に貢献した三六式無線電信機を開発した木村駿吉（海軍大学校教授、日本海軍技師、木村芥舟の三男）が教頭を務めて物理学、数学、天文学、地文学を講じ、秘密特許第1号の無煙火薬製造法の発明者である市岡太次郎（海軍大学校教授、日本海軍技師）が化学、鉱物学、地質学を、数学の泰斗である浅越金次郎（商船学校教授）が数学を、札幌農学校（現・北海道大学）出身の農学者である河村九淵（農聖・松田喜一の師匠）が動物学、植物学、生理学を講じ、充実した理系教育が展開された。

### 大学令による大学
1922年（大正11年）の大学令を受けて再度大学になった際には理学部は設置されなかったが、昭和初期には、文学部と予科において物理学者の曾禰武が自然科学、予科において野垣寛之と石井重美が自然科学、阿部三郎太郎（立教大学体育会水泳部部長、立教水泳の恩人）が数学を教えるなど、理系教育も行われた。

### 立教理科専門学校の創設
文部省による戦時中の理工系教育強化の方針から、1944年（昭和19年）に理学部の組織としての前身となる立教理科専門学校が設立される。曾禰武（立教大学教授、後の開成中学校・高等学校校長）が開設主幹となって創設するが、数学科に藤原松三郎、化学科に久保田勉之助（ポール・サバティエ門下）、地質学科に矢部長克と、各学界の泰斗を招聘し、曾禰は物理学科を担当するとともに同校の教頭を務め、理学部の礎を築いた。当初の理工系強化策は、以前から検討されてきた医学部の開設構想をふまえて、聖路加国際病院と合併して医学部を設置する先の構想を再び本格化させるものであった。しかし、省庁間の縄張り争いの中で、文部省の許可は取り付けたものの、厚生省の承認が得られず、医学部開設構想は頓挫したことから、新たな理工科の設置が計画され、創設されたものであった。

また、この立教理科専門学校の創設には、校友である佐伯松三郎が尽力した。戦時下の理工系拡充方針の中で、文科系が中心であった立教大学は閉鎖される可能性があったが、佐伯は学校存続のために陸軍省に出向いて掛け合うなど、多方面に渡って支援要請する活動を行った。佐伯の要請を受けた上野陽一（産業能率大学創設者で後の立教大学経済学部長）も、藤森良蔵（立教中学校教諭、受験の神様）や今野武雄（『百万人の数学』の訳者）にも協力を得られる体制を築き、佐伯を支援した。さらに東大の掛谷宗一、気象台長の藤原咲平、理化学研究所の新田氏、文部省の専門家2名を集めて協力を要請するとともに、佐伯は立教学院理事長の松崎半三郎に相談し、仁科芳雄の高弟で、立教大学予科長を務める曾禰武が設立委員長に最も適任者であるとして就任を要請し、佐伯の事務所で度々協議会を開いて創設準備を進めていく。

会合の中で農科の設立案も出たが、南方占領地の鉱山資源開発のために第一に地質探鉱科をつくることになった。幸いなことに帝国石油副総裁の大村一蔵（日本地質学会会長、日本石油専務）、北海道炭鉱社長の嶋田氏、住友鉱山専務の三村起一（後に住友鉱業初代社長、現・住友金属鉱山）らが、立教大学の父兄であることが分かり、曾禰武とともに大村の自宅を訪ねて依頼した。大村は、要請に大きく応えて、鉱山統制会から当時の金額で三十万円という大金の寄付を取り付け、日本石油社員の専門家である大炊御門経輝も派遣してくれることとなった。大学の学部・学科の新設ではなく立教理科専門学校の新設となった経緯ははっきりしないが、早く資金のかからない理工科というのが理由の一つと考えられる。1943年（昭和18年）7月1日付で、藤森良蔵が財団法人立教学院企画委員に嘱託され、その後提出された認可申請書には、次年度以降の教員選定を担う詮衡委員12名の中に、大村一蔵、掛谷宗一（東京帝国大学理学部教授）、上野陽一（立教大学教授）が名を連ね、学科担当者には大炊御門経輝を筆頭に帝国石油（当時、日本石油の鉱業部門は帝国石油に譲渡されていた）の関係者が多く入るなど十分な設立支援体制が組まれた。

1943年（昭和18年）7月22日には、立教大学予科長の曾禰武に専門学校設立委員を嘱託する辞令が発せられ、続く8月1日には佐伯を含む校友・教員・職員の計10名に同委員が嘱託され、本格的な設置計画が練られていく。設置計画案は8月31日開催の立教学院理事会において全会一致で承認されて同日付で申請された。9月16日には、これまでの専門学校設立委員を引き続き務める6名に加えて、新たに5名のメンバーを迎えて、立教理科専門学校開校準備委員の嘱託がなされ、開校準備を進めつつ、その認可を待った。立教理科専門学校は、地質探鉱、工業数学、工業理学、工業管理（後、工業経営）の4学科から構成され、1学年400名を収容し、1944年（昭和19年）4月1日に開設される運びとなった。こうして、佐伯をはじめとする熱心な校友と上野陽一や大村一蔵ら協力者たちは、学校存続のために尽力し、開設主幹となった曾禰武を支え、理科専門学校が短期間のうちに創設され、文学部の閉鎖等はあったものの、立教大学の名が今日まで残ることになった。

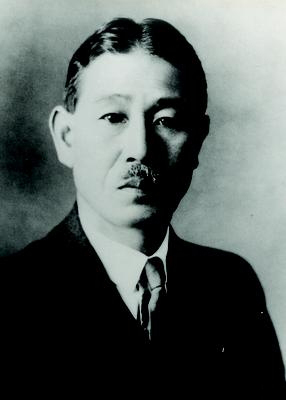
藤原松三郎（日本の数学界の泰斗）
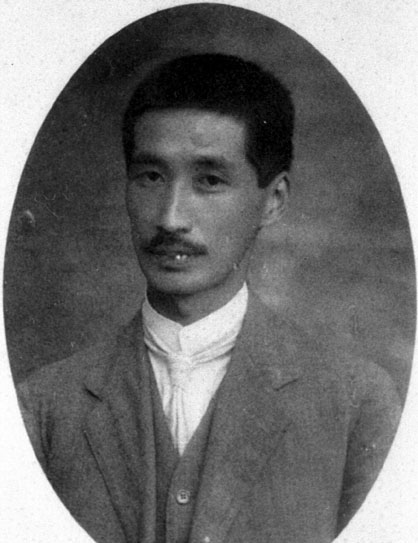
矢部長克（日本の地質学・古生物学の創始者）

### 戦後、理学部の創設

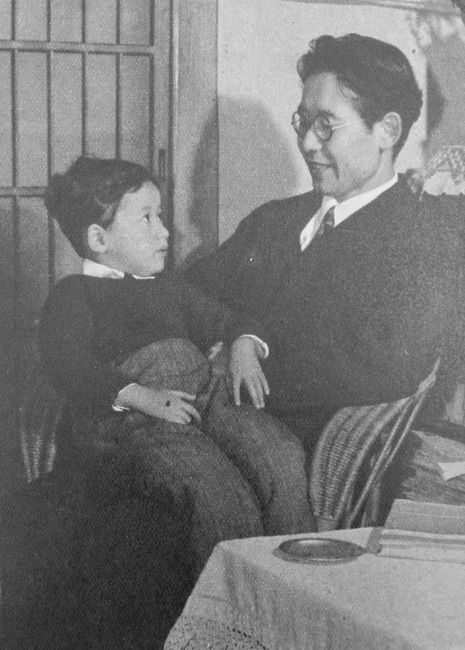
武谷三男（日本の理論物理学の泰斗）／息子とともに

1945年（昭和20年）には立教理科専門学校を立教工業理科専門学校に改称し、1948年（昭和23年）に理学部（数学科・物理学科・化学科）が設置される。1949年（昭和24年）、新制大学として認可を受けて文学部、経済学部、理学部（数学科・物理学科・化学科）が設置される。理学部は、同じく開設が決定された医学部の前段教育を担うものとされた。理学部の開設には理化学研究所の仁科芳雄と並び「日本の現代物理学の父」といわれる杉浦義勝が中心メンバーとして尽力し、初代学部長に就任する。同年、理論物理学研究室（理論研）を開設し、湯川秀樹と坂田昌一の共同研究者であった武谷三男が教授に着任し、日本の素粒子物理学の研究をリードしていくこととなった。また同年には、理化学研究所から赴任した中川重雄を中心に、宇宙線研究室が開設された。宇宙線観測実験で話題を集めた中川は、その後学部長となり、野球部の部長も務めた。1953年（昭和28年）には、シカゴ大学原子核科学研究所（エンリコ・フェルミ研究所）で研究員を務めていた田島英三が教授に就任する。田島は1956年（昭和31年）に教授職と兼務で、原子放射線の影響に関する国連科学委員会（UNSCEAR）初代科学担当官に就き、日本人初の国連職員となった。

1957年（昭和32年）に、総長であった松下正寿が米国聖公会の平和利用を目的とする提案により誘致した原子力研究所（2001年原子炉運転停止、廃止措置中）を開設するが、設立には武谷が尽力し、研究所長には中川が就いた。遡ること1954年（昭和29年）には、武谷、中川、田島らは原子力に関するわが国最初の教科書である『原子力―教養の科学』を出版している。田島は、放射能汚染調査や原子力安全委員会委員を務めるなど、長く原子力と平和利用の研究に従事したが、学内では1967年（昭和42年）から学部長を務めた。
1963年（昭和38年）頃から、当時助教授であった会津晃が、 武谷を相談役として銀河の研究を開始し、理論研に宇宙物理グループを立ち上げる。 1971年（昭和46年）には蓬茨霊運が着任し、理論研に現在に繋がる素粒子・宇宙の2大グループ体制が作り上げられた。
2002年（平成14年）に生命理学科が設置され、現在の理学部に至る。1949年（昭和24年）に新制大学として認可された際には、聖路加病院と合併することによる医学部の開設が決定されており、理学部はその前段階の教育を担うものとして設置されたという経緯がある。

### 近年の研究

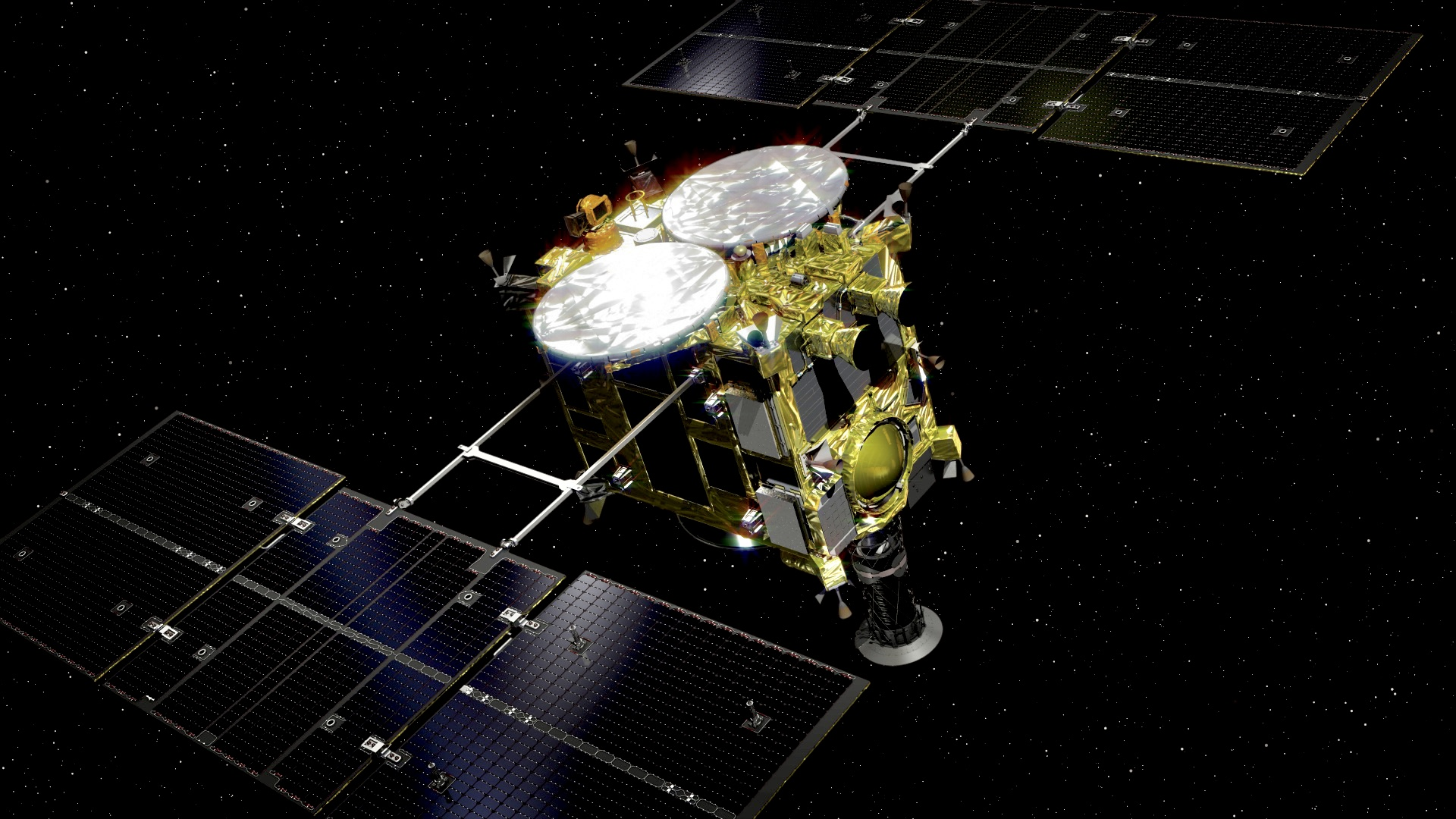
小惑星探査機 はやぶさ2 CGモデル

近年では、物理学科の研究グループでは、JAXAのプロジェクトに参画し、小惑星探査機「はやぶさ2」に搭載した光学航法カメラの開発・運用や、2023年9月に打ち上げられたX線分光撮像衛星（XRISM）の観測装置を開発するなど宇宙関連の研究開発を進めている。

化学科の研究グループでは、2020年に日本曹達株式会社との共同研究で、温室効果ガスとして知られる二酸化炭素を選択的に吸着する新規の多孔性物質（MOF：Metal-organic Frameworks）を開発し、燃料電池車などに搭載する水素貯蔵ボンベにも応用が可能な、世界的に高い評価を受ける研究を行っている。2021年には「金属クラスターを用いた近赤外-可視光変換」に世界で初めて成功し、太陽電池や光触媒の効率を向上させる実用的な光アップコンバージョン材料としての利用が想定されるなど、産業界への貢献が大きく期待される成果を上げている。2023年には、神戸大学との共同研究で、人工光合成技術において希少金属を使用しないCO2変換法を開発し、カーボンニュートラル実現に向けてブレイクスルーとなる技術革新の成果を上げた。

生命理学科では、教授の末次正幸が2017年に開発した、細胞を使わずに長いDNAを効率的に合成する世界初の技術「セルフリー長鎖DNA合成技術」が、バイオ医薬の分野で革新的変化をもたらす研究として、「バイオインダストリー奨励賞」を受賞した。本技術を実用化する目的で大学発バイオベンチャー企業のオリシロジェノミクス社が設立された。2023年1月には、同社をCOVID-19ワクチンを扱うバイオ医薬企業世界トップの米Moderna社が評価し、買収すると発表。買収金額は8500万ドル（約110億円）となった。

## 沿革
- 1859年 - ジョン・リギンズとチャニング・ウィリアムズがタウンゼント・ハリスの支援のもと長崎に私塾を開設
- 1860年 - ハインリッヒ・シュミットが長崎で診療所と私塾を開設
- 1870年 - ウィリアムズ主教が大阪・川口の与力町に英学講義所（のちの聖テモテ学校）を開設
- 1874年 - ウィリアムズ主教により東京・築地に立教学校が開設
- 1879年 - テオドシウス・ティングが聖テモテ学校の再興に尽力し、大阪・英和学校を開設
- 1883年 - 教育令によりアメリカ合衆国式カレッジの立教大学校を開設
- 1884年 - フランク・ハレルが築地居留地38番館の自宅に診療所（のちに築地診療所と呼ばれた）を開設
- 1887年 - 大阪・英和学舎が立教大学校と合併
- 1901年 - ルドルフ・トイスラーが築地病院を前身とする聖路加病院（現：聖路加国際病院）を開設
- 1907年 - 専門学校令により立教大学と改称、文科・商科を設置
- 1922年 - 大学令により再び旧制大学に昇格、文学部・商学部を設置
- 1944年 - 立教理科専門学校を設置（地質探鉱科、工業数学科、工業理学科、工業経営科を置き、定員400名）[39]
- 1945年 - 理科専門学校を工業理科専門学校に改組（工業化学科を増設し、これを油脂科、醸造科、放電科、繊維科の4専攻に分けた）[40]。また、工業理学科を工業物理科と改称[41]
- 1946年 - 地質探鉱科、工業物理科、工業数学科の学生募集停止[41]
- 1948年 - 工業理科専門学校を改組、理学部（数学科・物理学科・化学科）を設置
- 1949年 - 新制大学として認可、文学部・経済学部・理学部（数学科・物理学科・化学科）を設置、理論物理学研究室を開設
- 1950年 - 立教工業理科専門学校を廃止
- 1957年 - 原子力研究所（2001年原子炉運転停止、廃止措置中）を開設
- 2002年 - 生命理学科を設置

## 学部・学科
- 理学部
  - 数学科
  - 物理学科
  - 化学科
  - 生命理学科

## 大学院
- 理学研究科（博士前期課程・博士後期課程）
  - 数学専攻
  - 物理学専攻
  - 化学専攻
  - 生命理学専攻

## 組織
- 理学部長・理学研究科委員長：枝元一之[42]